# 达卢
达卢（法語：Dalou，法語發音：[dalu]）是法国阿列日省的一个市镇，属于帕米耶区。

## 地理
达卢（43°2'0"N, 1°38'30"E）面积7.66 平方千米，位于法国奧克西塔尼大區阿列日省，该省份为法国西南部内陆省份，西部和北部与上加龙省接壤，东临奥德省，东南至东比利牛斯省接壤，南与安道尔和西班牙接壤。
与达卢接壤的市镇（或旧市镇、城区）包括：居达斯、圣费利克斯-德里约托尔、圣让德韦日、瓦里耶。

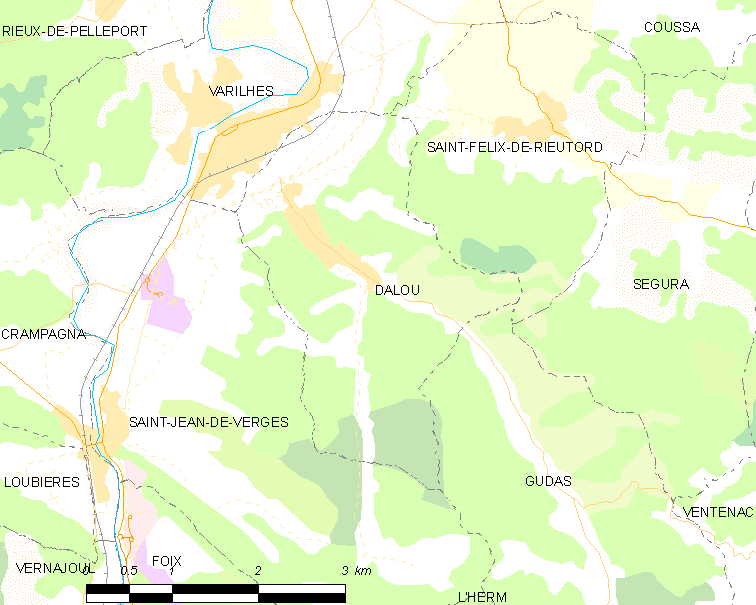
达卢的OSM定位图

达卢的时区为UTC+01:00、UTC+02:00（夏令时）。

## 行政
达卢的邮政编码为09120，INSEE市镇编码为09104。

## 政治
达卢所属的省级选区为阿列日河谷县。

## 人口

1962-2008年间达卢人口变化图示

达卢于2022年1月1日时的人口数量为784人。